# Shineray

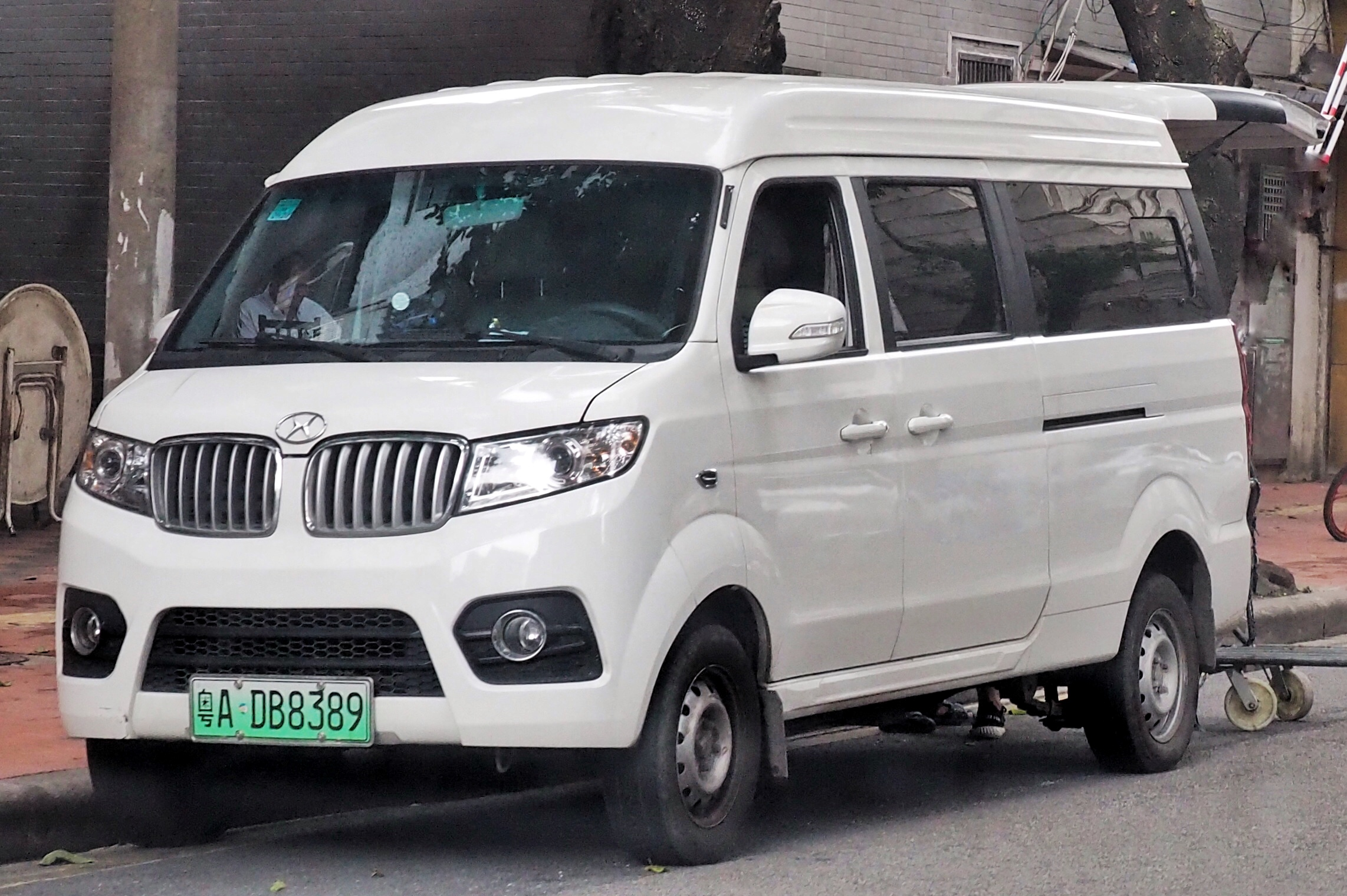
Shineray Haixing X30

CHONGQING SHINERAY Motorcycle Co., LTD. (Shenyang Brilliance Jinbei Automobile Co., Ltd. Chongqing Branch) — це багатонаціональна компанія китайського походження з виробництва автомобілів, мотоциклів, сільгосптехніки тощо. Це результат спільного проекту між групою Brilliance Auto і компанією Chongqing Eastern Shineray Holdings Co., який також є виробничим центром Brilliance Auto на півдні Китаю.

## Продукція
Компанія має повний промисловий ланцюжок, який охоплює дизайн, науково-дослідні роботи, виробництво, продаж та послуги. Він має два сімейства продуктів:
SWM, марку легкових транспортних засобів, що охоплює позашляховики, MPV та нові енергетичні транспортні засоби.
Brilliance Jinbei, марку комерційних транспортних засобів, що охоплює позашляховики, MPV, фургони, комунальні та міні-вантажівки.
У компанії є дизайнерські та науково-дослідні центри. в Мілані, Італії та Чунцін, виробнича база з 300 000 пасажирських транспортних засобів та 300 000 двигунів у Фулінгу та виробнича база з 200 000 комерційних транспортних засобів у Цзюлунпо. В даний час його мережа продажу та обслуговування охоплює понад 1000 округів та міст Китаю, а її продукція продається в більш ніж 40 країнах, таких як Італія, Бразилія, Аргентина тощо.

## Історія
Початком історії Shineray можна вважати 1997 рік, коли Гонг Даксінг (Gong Daxing) заснував компанію Hengya в Китаї.

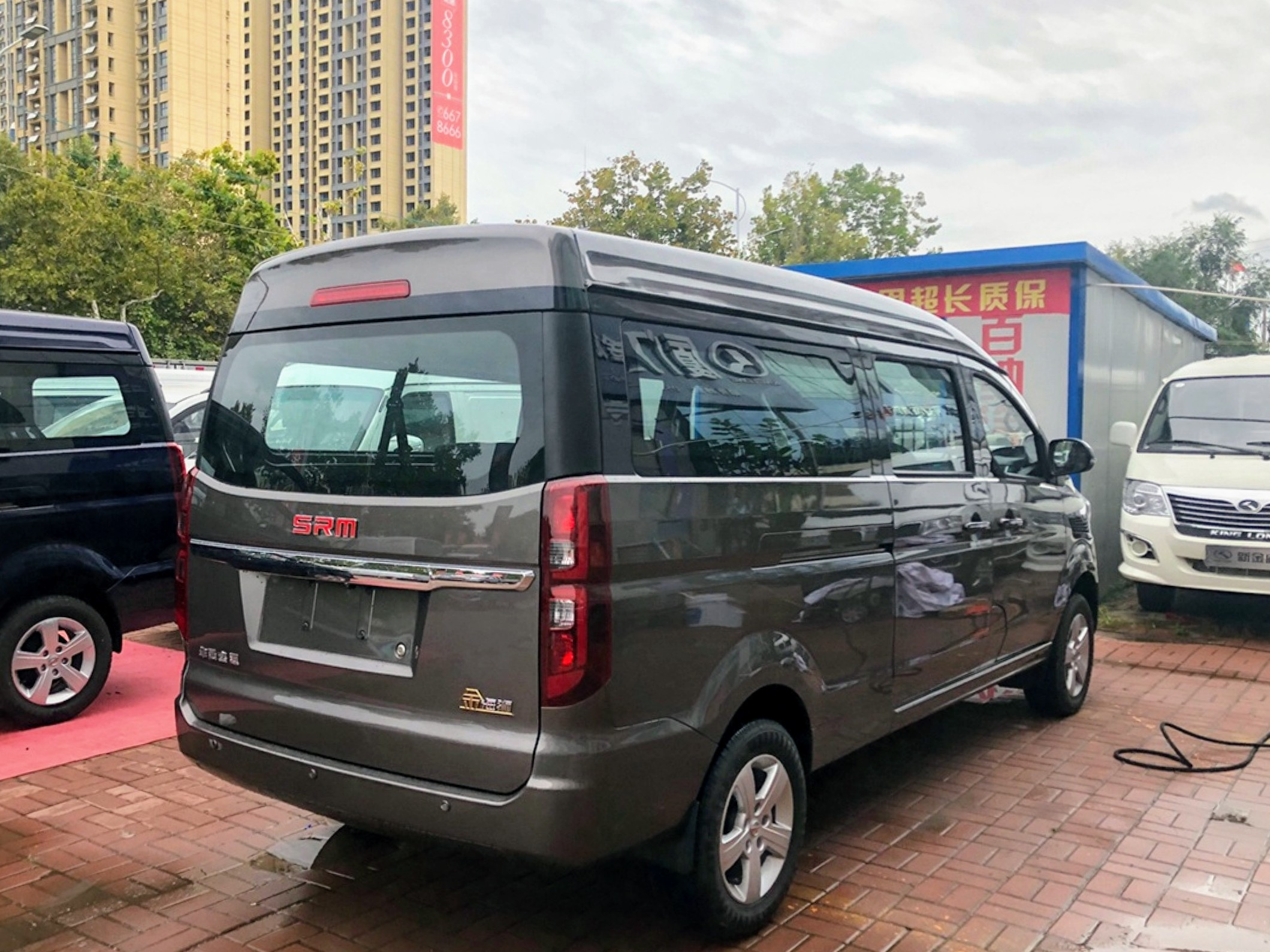
Shineray Jinhaishi

У 1997 році ціною в 7000 юанів була заснована компанія, яка мала назву Hengya Motorcycle MANUFACTURING LTD. Її перша фабрика охоплювала близько 1000 м² і складалась з 80 робітників і випускала 11000 наборів трициклів.
У 1999 році компанія почала експортувати повністю побудовані та повністю знищені мотоцикли до В'єтнаму, тим самим збільшивши кількість продажів до $50 мільйонів в рік.
У 2002 році корпорація проспонсорувала Китайську Футбольну команду у розмірі 5 мільйонів юанів.
У 2003 році оплатили перехід футбольної зірки Shao Jiayi в німецьку команду Мюнхен 1860, тим самим ставши третім спонсором команди Мюнхен 1860, після MOLY та NIKE.
У 2004 році міжнародна команда Shineray з мотокросу була офіційно створена в Бельгії. А пізніше брала участь в багатьох міжнародних турнірах. Також Shineray зробили угоду з мюнхенською корпорацією, за якою Shineray ввела технологію плазмового двигуна. Виробництво двигунів проводилося під наглядом британських компаній, саме завдяки цьому продукція двигунів від Shineray перейшла в нову революційну еру.
У 2005 році мотоцикли від Shineray з уже вбудованою системою плазма-двигунів пройшли тест Євро-2. Це означало, що технології Shineray зустріли світові промислові стандарти, які були значно вищі аніж у китайській індустрії.
У 2006 році зробили вклад у створення мало-розмірного мотоцикла Dirt bike 110cc.
У 2007 році назва компанії CHONGQING Shineray Motorcycle Manufacturing Co., LTD була змінена на CHONGQING Shineray Motorcycle Co., LTD.
У 2009 році міжнародна команда Shineray з мотокросу взяла титул переможця національного кубку по змаганнях з мотокросу віком до 21 року.
У 2011 році була випущена продукція з безступеневою трансмісією та балансовими валами, які значно зменшили вібрацію та шум мотоциклів. Тим самим покращивши свою продукцію.
У 2013 році мотоцикл XY125-10 виготовлений компанією Shineray став найкращим за кількістю продажів у 125-кубовій категорії
У січні 2014 року Shineray Holdings повністю придбала італійську марку SWM і придбала виробничу базу BMW Husqvarna в Мілані, Італія. Потім була заснована компанія SWM Motors.
У березні 2015 Офіційно введена в експлуатацію нова автомобільна виробнича база «Чунцин Фулін». Виробнича потужність сягає 300 000 комплектних автомобілів і 300 000 двигунів на рік.
У квітні 2015 Shineray випустила свій перший мінівен: Jinbei 750
Протягом усіх наступних років компанія продовжувала розвиватись і поширювати свою продукцію по всіх частинах світу, тим самим затвердивши своє місце у списку кращих виробників мотоциклів.

## Про групу Brilliance Auto
Група Brilliance Auto (офіційно HuaChen Group Auto Holding Co., Ltd.) — це китайський виробник автомобілів, що базується в Шеньяні, Китай. Основним напрямком його діяльності є проектування, розробка, виробництво та продаж транспортних засобів, що продаються під брендом Brilliance.
Група Brilliance Auto має 42,48 % акцій Brilliance China Automotive Holdings Limited, що базується на Бермудських островах, котирується на Франкфуртській та Гонконзькій фондових біржах. Brilliance China Automotive Holdings належить 50 % BMW Brilliance — спільного підприємства з BMW, яке виробляє, продає та продає легкові автомобілі BMW в Китаї. Компанія Brimliance China Automotive Holdings також володіє 60,9 % компанії Shenyang Brilliance JinBei Automobile Co., Ltd.
Великий стрибок Brilliance відбувся у 2003 році, коли завдяки якості своєї продукції та низькій виробничій вартості вона стала однією з кращих компаній Китаю. Того ж року, і не вагаючись, BMW поклав свою довіру на Brilliance, щоб створити стратегічний альянс, який дав би йому дозвіл на виробництво серій 1 і 5, крім моделей BMW X1, щоб полегшити вихід німецької марки на китайський ринок

## Про групу SWM
SWM була заснована в Мілані, Італія в 1971 році. Вона була дуже популярною в Європі та Америці в 70-х і 80-х роках і стала іконою фрази «Зроблено в Італії». У 2014 році Brilliance Shineray Chongqing Automobile Co., Ltd. придбала саму SWM і одночасно придбала виробничу базу Husqvarna в Мілані, колишню марку позашляхових мотоциклів преміум-класу. Того ж року в Італії був створений центр дизайну автомобілів SWM.